# Clan Itakura

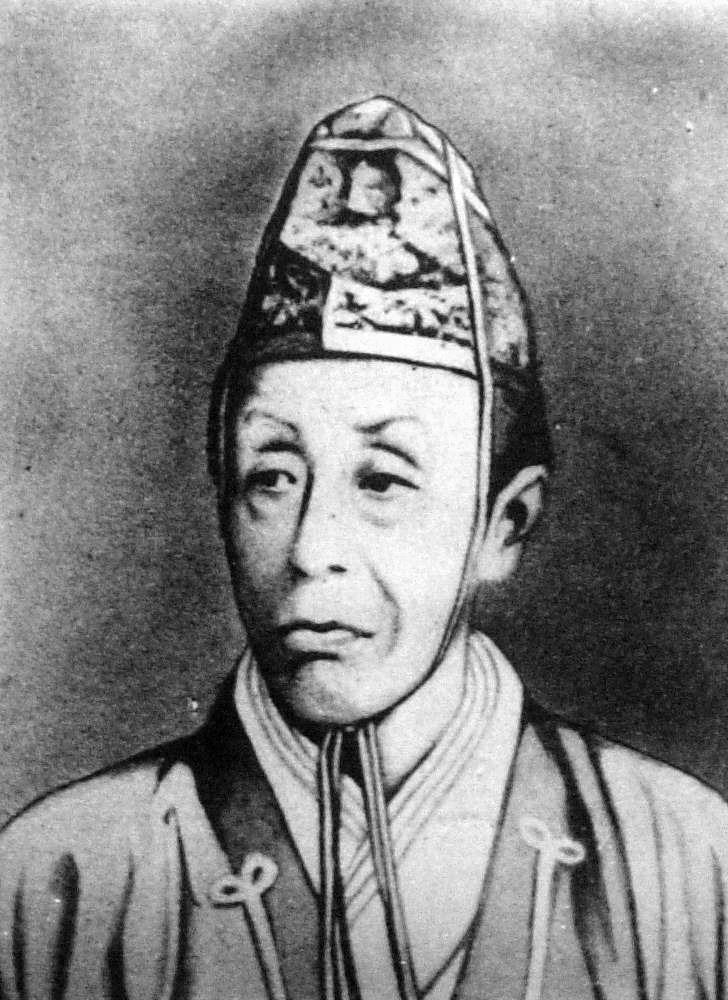
Itakura Katsukiyo, un célèbre membre du clan au XIXe siècle.

Emblème (mon) du clan Itakura.

Le clan Itakura (板倉氏, Itakura-shi) est un clan japonais qui devient important au cours de l'époque Sengoku. La famille prétend descendre de Shibukawa Yoshiaki, le fils d'Ashikaga Yasuuji, affilié aux shoguns Ashikaga. Avec le temps, le clan se développe en plusieurs branches de daimyos gouvernant les domaines de Bitchū-Matsuyama, Niwase, Fukushima et d'Annaka.
Certains descendants de Yoshiaki s'en vont dans la province de Mikawa et entrent au service du clan Matsudaira. Ensuite de quoi les Itakura deviennent clan fudai daimyo. Les Itakura servent le clan Matsudaira lors de sa montée en puissance au XVIe siècle et deviennent hauts fonctionnaires au sein du nouveau shogunat Tokugawa.
À l'époque d'Edo, les Itakura font partie des clans fudai daimyo (« ceux de l'intérieur ») qui sont vassaux héréditaires ou alliés allies du clan Tokugawa, par opposition aux clans tozama daimyo (« ceux de l'extérieur »).

## Généalogie du clan Itakura
Le clan fudai Itakura est originaire de la province de Mikawa au XVIIe siècle. Il prétend descendre des Seiwa-Genji par la branche de Shibukawa de la famille impériale.
- La plus ancienne et la principale branche du clan Itakura est créée en 1609[2]. Après la bataille de Sekigahara, les Itakura se voient attribuer d'importantes responsabilités au sein du gouvernement shogunal en constante évolution. Itakura Katsushige (1542-1624) est fait Kyoto shoshidai en 1601 et occupe cette fonction durant les vingt années qui suivent. Pendant cette période, le shogunat lui accorde d'importantes augmentations de revenus. L'importance que tient Itakura au sein du shogunat peut se mesurer au record d’accroissement de ses revenus annuels attendus qui augmentent jusqu'à 40 000 koku. Il n'a cependant pas de château à sa charge. En compensation, Katsushige se voit attribuer le titre de « Iga no kami[4] ». Itakura Shigemune (1587-1656) est l'ainé des fils de Katsushige et il lui succède dans sa fonction de shoshidai à Kyoto en 1620. Il détient cette fonction jusqu'en 1654. Deux ans plus tard, il devient daimyō au domaine de Sekiyado (50 000 koku) dans la province de Shimōsa. Itakura Shigesato (1620-1660), fils ainé de Shigemune, connu comme Awa no kami, porte le titre shogunal de jisha-bugyō. Ses descendants résident successivement au domaine de Kameyama dans la province d'Ise en 1669, au domaine de Toba dans la province de Shima en 1710, au domaine de Kameyama dans la province d'Ise en 1717 et finalement de 1744 à 1868, au domaine de Matsuyama (50 000 koku) dans la province de Bitchū. Le chef de cette lignée du clan est anobli « vicomte » à l'ère Meiji grâce au système kazoku[3].

- Une branche cadette des Itakura est créée en 1624[2] pour la descendance d'Itakura Shigemasa (1588-1638), le deuxième fils d'Itakura Katsushige. Il est distingué d'un revenu de 15 000 koku en provenance de la province de Mikawa en reconnaissance de sa conduite au siège d'Osaka en 1615. Par la suite, Itakura Shigenori (1617-1673), le fils de Shigemasa, est fait jodai et rōjū d'Osaka puis shoshidai de Kyoto en 1668. En 1672, il reçoit le domaine de Kasuyama (60 000 koku) dans la province de Shimotsuke. Itakura Shigetane (1640-1705), le fils de Shigenori, est installé en 1680 au domaine d'Iwatsuki dans la province de Musashi, et l'année suivante est transféré au domaine de Sakamoto dans la province de Shinano. Itakura Shigehiro est plus tard établi au domaine de Fukushima (80 000 koku) dans la province de Mutsu où ses descendants demeurent jusqu'à la restauration de Meiji en 1868. Le chef de cette lignée de clan est anobli « vicomte » durant l'ère Meiji[3].

- Une autre branche cadette est créée en 1661[2]. Les membres de ce clan résident successivement en 1681 au domaine d'Annaka (15 000 koku) dans la province de Kōzuke ; en 1702 au domaine d'Izumi (20 000 koku) dans la province de Mutsu ; en 1746 au domaine de Sagara (25 000 koku) dans la province de Tōtōmi et finalement de 1749 jusqu'en 1868, au domaine d'Annaka (30 000 koku) dans la province de Kōzuke. Le chef de cette lignée du clan est anobli « vicomte » durant l'ère Meiji[3].

- Une dernière branche cadette est créée en 1683[2]. Cette branche des Itakura réside en permanence de 1699 jusqu'en 1868 au domaine de Niwase (20 000 koku) dans la province de Bitchū. Le chef de cette lignée du clan est fait « vicomte » durant l'ère Meiji[3].

## Membres notables du clan
Itakura Katsukiyo, le fameux officiel du shogunat, est un important membre de ce clan au XIXe siècle. Un autre est Itakura Shigemasa, le premier chef des armées du shogunat à la rébellion de Shimabara où il trouve d'ailleurs la mort.
- Itakura Katsushige (1542-1624) : 2e Kyoto shoshidai[1].
- Itakura Shigemune (1587-1656) : 3e Kyoto shoshidai[1].
- Itakura Shigesato (1620-1660)
- Itakura Shigemasa (1588-1638)
- Itakura Shigenori (1617-1673) : 5e Kyoto shoshidai[1].
- Itakura Shigetane (1640-1705)
- Itakura Shigehiro
- Itakura Katsukiyo (1823-1889)
- Itakura Katsunori : Chambre des pairs (1925)[5].